# Siegfried in Bayern

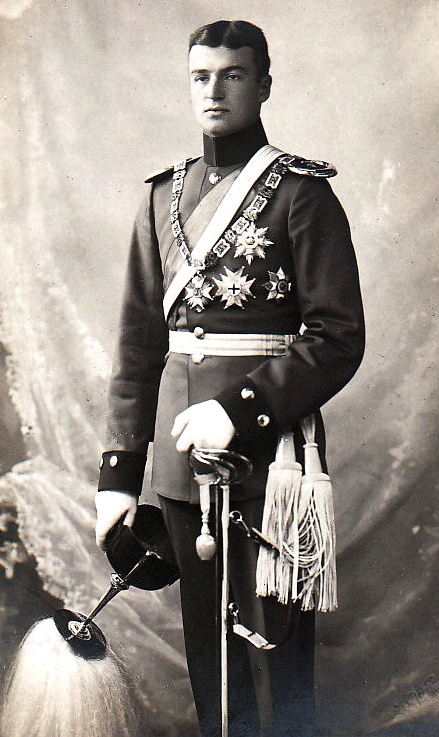
Herzog Siegfried in Bayern; Kabinettfotografie

Siegfried August Maximilian Maria in Bayern (* 10. Juli 1876 in Bamberg; † 12. März 1952 in München) war ein Wittelsbacher Prinz aus der Seitenlinie der Herzöge in Bayern. Durch einen Reitunfall 1899 erlitt er dauerhafte geistige Beeinträchtigungen.

## Leben

### Vor dem Unfall
Prinz Siegfried war der älteste von insgesamt drei Söhnen des Herzogs Max Emanuel in Bayern und dessen Gemahlin Amalie von Sachsen-Coburg und Gotha. Er wurde in Bamberg geboren, da sein Vater dort als Offizier im 1. Bayerischen Ulanen-Regiment diente, später avancierte dieser zum Generalmajor und Chef der Militärreitschule München.
Die Familie hatte ihren Sitz auf Schloss Biederstein bei München und hieß nach diesem Besitz inoffiziell „Biedersteiner Linie“. Der Vater  Max Emanuel starb am 12. Juni 1893 überraschend in Feldafing an einer Magenblutung infolge eines Geschwürs. Die Mutter litt sehr unter dem plötzlichen Tod des Gatten. Wenige Monate später erkrankte Prinz Siegfried an Scharlach. Die Mutter pflegte ihn, wurde hierbei selbst schwer krank und verstarb schon am 6. Mai 1894, an Bauchfellentzündung.
Innerhalb eines knappen Jahres waren die drei Kinder Vollwaisen geworden. Der Onkel, Herzog Carl Theodor in Bayern und dessen Gattin Marie José von Portugal, nahmen sich der elternlosen Jungen an und beabsichtigten sogar, sie ganz in ihre Familie aufzunehmen, was jedoch deren Großmutter Clementine d’Orléans ablehnte. Sie wollte den Kindern ihre eigene Familienlinie und den Sitz auf Schloss Biederstein erhalten. Deshalb übernahm die Hofdame der verstorbenen Herzogin Amalie, Maria Gräfin Fugger-Glött (1859–1934) die Erziehung, unterstützt von Herzog Carl Theodor und Marie José, die sogar zeitweise ganz nach Biederstein übersiedelten.
Als Prinz Siegfried 1894 volljährig erklärt wurde, erhielt er den  Freiherrn Max von Redwitz, Sohn des Dichters Oskar von Redwitz, zum Adjutanten, welcher auch gleichzeitig dem Biedersteiner Schlosshaushalt als Hofmeister vorstand und schon seit 1889 in den Diensten der Eltern gestanden hatte.
Siegfried in Bayern wurde zum Großprior des Ritterordens vom Hl. Georg ernannt, wo er repräsentative Aufgaben wahrnahm, ebenso war er Hubertusritter und trat in den Historischen Verein von Oberbayern ein. Ein leidenschaftlicher Reiter, wie sein Vater, ließ er die Seewiese von Schloss Biederstein in einen Trainingsplatz mit Springhindernissen umwandeln. In Riem und auf anderen Rennplätzen wurde der Wittelsbacher bald bekannt. Am 23. Juni 1899 ging er als Sieger aus dem 1. Rennen des Reit- und Springturniers München-Riem hervor. Beim 2. Rennen überschlug sich sein Pferd und der junge Herzog stürzte auf den Kopf, wodurch er sich schwer verletzte und mehrere Tage bewusstlos blieb. Hierdurch sollte sich sein Leben völlig verändern.

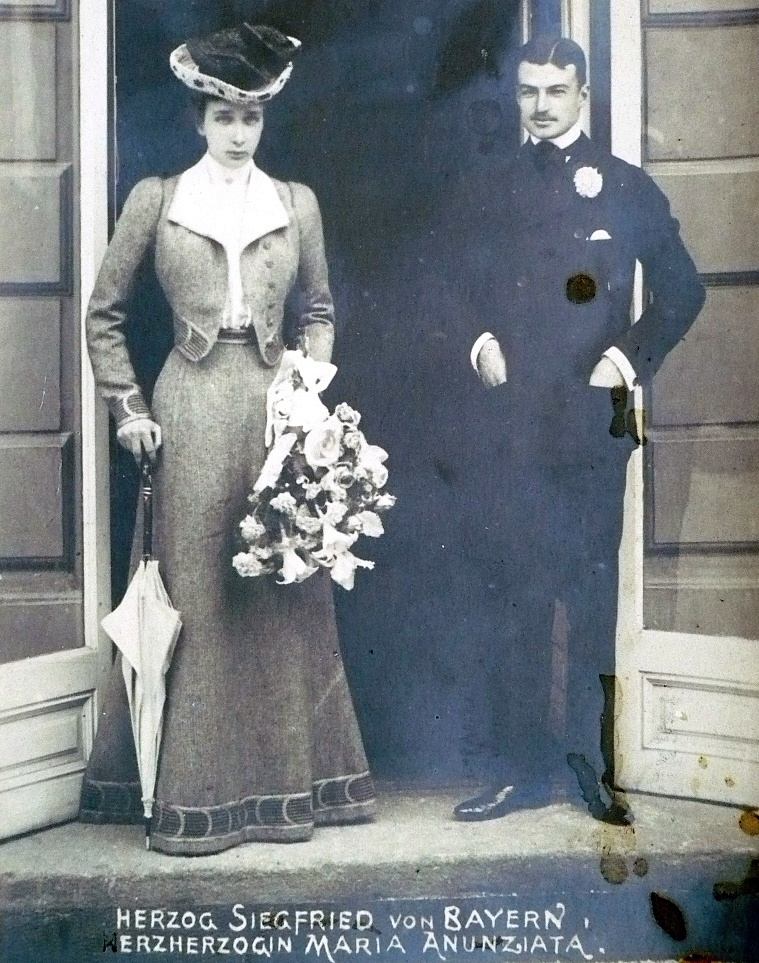
Herzog Siegfried mit seiner Verlobten, Erzherzogin Maria Annunziata von Österreich, 1902

### Nach dem Unfall
Durch den Unfall stellten sich bleibende Hirnschäden und Geistesstörungen ein. 1902 verlobte sich Siegfried in Bayern mit Erzherzogin Maria Annunziata von Österreich und besuchte im Sommer des Jahres mit ihr und ihrer Mutter Marie Therese von Portugal, die Großmutter der Braut, Adelheid von Löwenstein-Wertheim-Rosenberg, exilierte Königin von Portugal. Sie war als Witwe Benediktinerin im Kloster St. Cäcile, bei Cowes, auf der englischen Insel Wight geworden.
Bereits kurz nach der Englandreise wurde die Verlobung im gemeinsamen Einverständnis jedoch wieder aufgehoben, da sich bei Herzog Siegfried deutliche Verhaltensstörungen zeigten, deren Ursachen sich auf den Reitunfall zurückführen ließen.
Die Krankheit verschlimmerte sich zusehends. Siegfried von Bayern litt an Verfolgungsideen und akustischen Halluzinationen. Er bildete sich auch ein, die Menschen würden ihn in der Öffentlichkeit fixieren, auslachen und ihn verachten. Aus Furcht vor Ermordung führte der Herzog stets einen geladenen Revolver mit sich und schoss zuweilen planlos damit aus den Schlossfenstern. Außerdem kündigte er mehrfach seinen Suizid an.

### In der Kuranstalt Neufriedenheim
Im Mai 1912 wurde er von seinem Leibarzt Vinzenz Bredauer in die Kuranstalt Neufriedenheim eingewiesen. Dort wurde er in den ersten Jahren in einer offenen Abteilung betreut und genoss relativ große Freiheiten. Im Juni 1917 machte er mit einem Chauffeur einen nicht genehmigten Ausflug an den Starnberger See. Im Strandbad in Seeshaupt entkleidete er sich und onanierte vor den Badegästen. König Ludwig III. entmündigte ihn daraufhin und setzte Justizminister Ferdinand von Miltner als seinen Vormund ein. Herzog Siegfried kam in eine geschlossene Abteilung und durfte fortan die Anstalt ohne Genehmigung seines Vormunds nicht mehr verlassen. Er blieb in Neufriedenheim bis zur Auflösung der Kuranstalt im Januar 1942. Danach kam er vorübergehend in die Kuranstalt Obersendling. Da dieses Sanatorium im September 1942 bei einem Bombenangriff zerstört wurde, musste es ebenfalls schließen.

### Lebensende
Nach der Zerstörung der Kuranstalt Obersendling zog Herzog Siegfried nach Schwabing in die Nähe von Schloss Biederstein. Neben seinem Vormund und dem Arzt Leonhard Baumüller kümmerten sich auch die jüngeren Brüder Christoph in Bayern (1879–1963) und Luitpold in Bayern (1890–1973) um ihn. Geschwächt durch eine Herzerkrankung und eine Bronchitis starb er am 12. März 1952 im Alter von 75 Jahren nach einem Oberschenkelhalsbruch.
Herzog Siegfried fand seine letzte Ruhe in der äußeren Wittelsbachergruft der Pfarrkirche St. Quirinus (ehemaliges Kloster) zu Tegernsee.